# Fakoemulsyfikacja

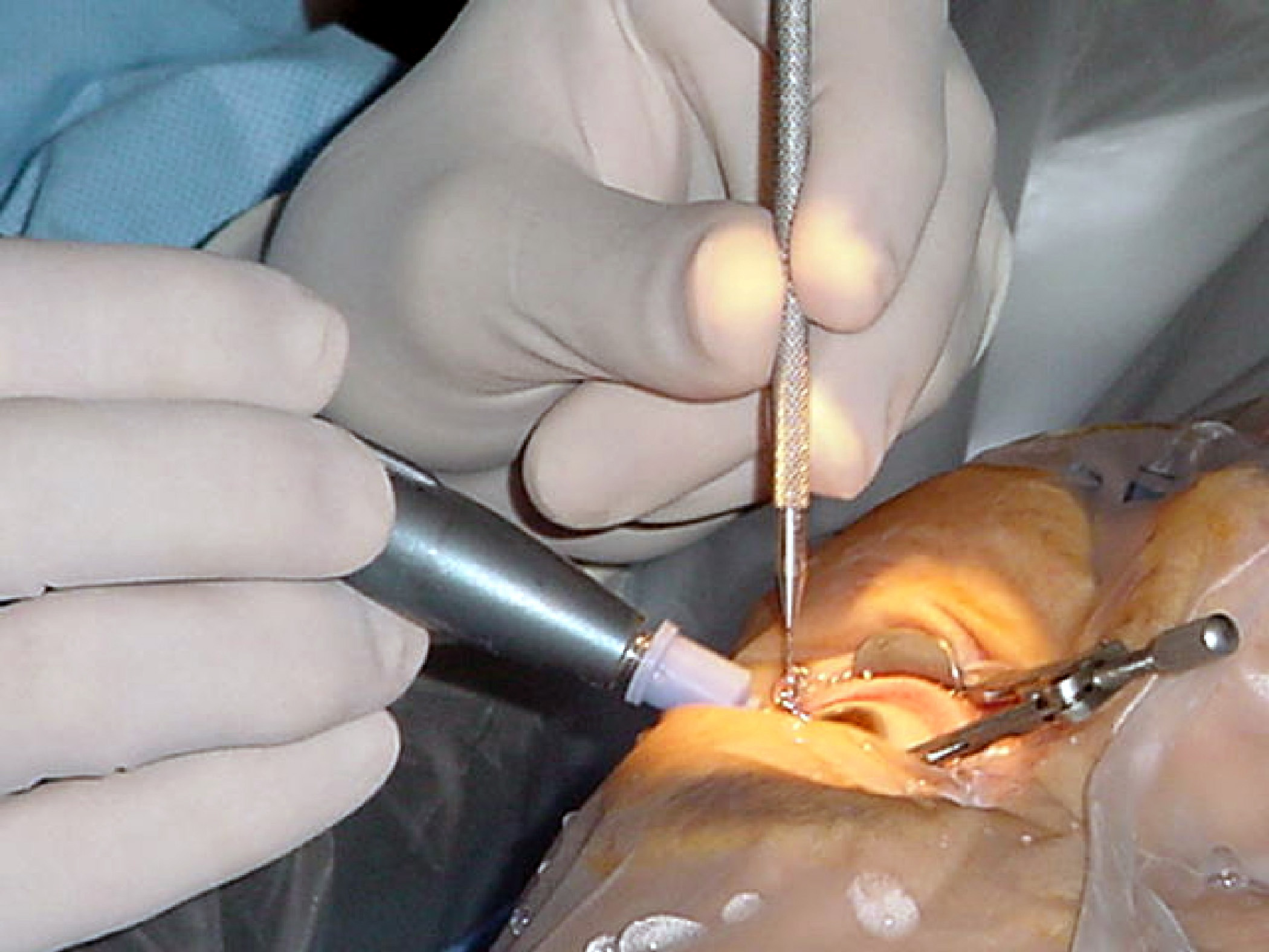
Operacja zaćmy; okulista w prawej ręce trzyma urządzenie do fakoemulsyfikacji (fakoemulsyfikator)

Fakoemulsyfikacja (łac. phacoemulsificatio cataractae) – powszechnie stosowana metoda chirurgicznego usuwania zaćmy (zmętniałej, zamglonej soczewki w oku) przy pomocy wibracji ultradźwiękowych.
Operacja wykonywana jest często w ramach tzw. chirurgii jednego dnia (pacjent przychodzi i wraca do domu tego samego dnia). Zabieg wykonuje się najczęściej w znieczuleniu kroplowym z zachowaniem świadomości pacjenta (stosowane są także znieczulenie okołogałkowe oraz ogólne, gdy nie ma możliwości współpracy z pacjentem). Przez czas trwania zabiegu wykonujący go lekarz daje pacjentowi polecenia, gdzie ma kierować wzrok. Na początku zabiegu mikrochirurg wykonuje małe, ok. 3 mm cięcie, przez które wprowadza urządzenie zwane fakoemulsyfikatorem, które rozdrabnia zmętniałą soczewkę oka wibracjami ultradźwiękowymi. Końcówka rozdrabniająca jednocześnie odsysa kawałki zmętniałej soczewki dotkniętej zaćmą. Podczas zabiegu chirurg cały czas kontroluje ciśnienie w komorze przedniej oka. Stan po usunięciu naturalnej soczewki oka nazywa się afakią. Na miejsce usuniętej soczewki naturalnej pacjenta, mikrochirurg wprowadza (implantuje) dotorebkowo miękką i zwiniętą soczewkę wewnątrzgałkową. Stan po wszczepieniu sztucznej soczewki nosi nazwę pseudophakia. Pseudophakia nie daje możliwości akomodacji, dlatego powoduje konieczność dodatkowej korekcji do bliskich odległości (okularami lub soczewką kontaktową). Metoda jest stosowana w każdym stadium rozwoju zaćmy.
Fakoemulsyfikacja zaćmy powoduje otwarcie i poszerzenie kąta tęczówkowo-rogówkowego (w oczach z otwartym, jak i z zamkniętym kątem przesączania w porównywalnym stopniu). Występuje też pooperacyjny efekt pogłębienia komory przedniej oka.
U pacjentów stosujących standardowe leczenie po fakoemulsyfikacji stwierdzono pogorszone parametry filmu łzowego i zaburzoną budowę histologiczną spojówki. Uniknięcie takich zaburzeń jest możliwe dzięki zastosowaniu 3% roztworu trehalozy.
Możliwe powikłania po fakoemulsyfikacji:
- śródoperacyjne: oparzenie rany, pociągnięcie tęczówki, keratopatia prążkowa, przedarcie kapsuloreksji, rozerwanie włókien obwódki rzęskowej, przerwanie torebki tylnej, utopienie jądra soczewki, upływ ciała szklistego, krwotok nadnaczyniówkowy, astygmatyzm pooperacyjny.
- wczesne pooperacyjne: infekcja, nieszczelność rany, wzrost ciśnienia wewnątrzgałkowego, zapalenie przedniego odcinka błony naczyniowej, reakcja alergiczna na leki, pozostawienie resztkowych mas soczewkowych, torbielowaty obrzęk plamki w oku pseudosoczewkowym.
- późne pooperacyjne: decentracja implantu, zmętnienie torebki tylnej, wada refrakcji, odwarstwienie siatkówki, dekompensacja rogówki, zablokowanie wcześniej wykonanej trabekulektomii.